# オモダル・アヤカシコネ

天地開闢 SVGで表示（対応ブラウザのみ）

オモダル（淤母陀琉、面足）・アヤカシコネ／アヤカシキネ（阿夜訶志古泥、綾惶根）は、日本神話に登場する神である。神武天皇は仍孫。

## 概要
『古事記』では兄を淤母陀琉神、妹を阿夜訶志古泥神、『日本書紀』では兄を面足尊、妹を綾惶根尊（アヤカシキネ）と表記する。
『古事記』において神世七代の第六代の神とされ、兄淤母陀琉神が男神、妹阿夜訶志古泥神が女神である。オモダルは「完成した（＝不足したところのない）」の意、アヤカシコネはそれを「あやにかしこし」と美称したもの。つまり、人体の完備を神格化した神である。
また淤母陀琉神は「淤母」は「面」、「陀琉」は「足る」と解して、名義を「男子の顔つきが満ち足りていること」とし、文脈や阿夜訶志古泥神との対応、また今日に残る性器崇拝から男根の様相に対する讚美からの命名と考えられる。阿夜訶志古泥神は「阿夜」は感動詞、「訶志古」は「畏し」の語幹、「泥」は人につける親称と解し、名義は「まあ、畏れ多い女子よ」とし、淤母陀琉神と同様の理由で、女陰のあらたかな霊能に対して恐懼することの表象と考えられる。中世には、神仏習合により、神世七代の六代目であることから、仏教における、欲界の六欲天の最高位である第六天魔王の垂迹であるとされ、特に修験道で信奉された。明治の神仏分離により、第六天魔王を祀る寺の多くは神社となり、「第六天神社」「胡録神社」「面足神社」などと改称した。

## 名称
| 書名                 | 1組                | 2組                                                  | 3組                                                      | 4組                              | 5組                                | 6組                  | 7組                  | 8組              | 9組              |
| -------------------- | ------------------ | ---------------------------------------------------- | -------------------------------------------------------- | -------------------------------- | ---------------------------------- | -------------------- | -------------------- | ---------------- | ---------------- |
| 古事記（男神）       | 宇比地邇神         | 角杙神                                               | 意富斗能地神                                             | 淤母陀琉神                       | 伊邪那岐神                         |                      |                      |                  |                  |
| 古事記（妹）         | 須比智邇神         | 活杙神                                               | 大斗乃辧神                                               | 阿夜訶志古泥神                   | 伊邪那美神                         |                      |                      |                  |                  |
| 日本書紀本書（男神） | 泥土煮尊           | 大戸之道尊（一云大戸之邊。亦云大戸摩彦尊・大富道尊） | 面足尊                                                   | 伊弉諾尊                         |                                    |                      |                      |                  |                  |
| 日本書紀本書（妹）   | 沙土煮尊           | 大苫邊尊（大戸摩姫尊・大富邊尊）                     | 綾惶根尊（吾屋惶根尊・忌橿城尊・青橿城根尊・吾屋橿城尊） | 伊弉冉尊                         |                                    |                      |                      |                  |                  |
| 1書第1（男神）       | 泥土煮尊           | 角樴尊                                               | 面足尊                                                   | 伊弉諾尊                         |                                    |                      |                      |                  |                  |
| 1書第1（妹）         | 沙土煮尊           | 活樴尊                                               | 惶足尊                                                   | 伊弉冉尊                         |                                    |                      |                      |                  |                  |
| 1書第2（男神）       | 天鏡尊             | 天萬尊                                               | 沫蕩尊                                                   | 伊弉諾尊                         |                                    |                      |                      |                  |                  |
| 先代旧事本紀（男神） | 角樴尊（角龍魂尊） | 泥土煮尊（泥土根尊）                                 | 大苫彦尊（大戸之道・大富道・大戸摩彦）                   | 青橿城根尊（沫蕩尊・面足尊       | 伊弉諾尊                           |                      |                      |                  |                  |
| 先代旧事本紀（妹）   | 活樴尊             | 沙土煮尊（沙土根尊）                                 | 大苫邊尊（大戸之邊・大富邊・大戸摩姫）                   | 吾屋橿城根尊（惶根尊・蚊鴈姫尊） | 伊弉冉尊                           |                      |                      |                  |                  |
| 先代旧事本紀         | 天三降尊           | 天合尊（天鏡尊）                                     | 天八百日尊                                               | 天八十萬魂尊                     | 高皇産靈尊（亦名、高魂尊・高木命） |                      |                      |                  |                  |
| 天書（男神）         | 泥土根             | 大苫彦                                               | 面足彦                                                   | 伊弉諾尊                         |                                    |                      |                      |                  |                  |
| 天書（女神）         | 沙土根             | 大苫姫                                               | 橿城姫                                                   | 伊弉冊尊                         |                                    |                      |                      |                  |                  |
| 天書紀（男神）       | 泥土野尊           | 大家宅尊                                             | 懐寝尊                                                   | 伊弉諾尊                         |                                    |                      |                      |                  |                  |
| 天書紀（女神）       | 砂土野尊           | 大衣見尊                                             | 根心尊                                                   | 伊弉冊尊                         |                                    |                      |                      |                  |                  |
| 上記（男神）         | うイぢにのみこと   | つぬぐイのみこと                                     | おおとのぢのみこと                                       | おもだるのみこと                 | おおとぢのみこと                   | あをかしきねのみこと | あまのかかみのみこと | あわなぎのみこと | いざなぎのみこと |
| 上記（妹）           | すイぢにのみこと   | いくぐイのみこと                                     | おおとのべのみこと                                       | あやかしこねのみこと             | おおとべのみこと                   | あゆかしきねのみこと | あめのよろづのみこと | あわなみのみこと | いざなみのみこと |
| 宋史日本傳（男神）   | 角龔魂尊           | 汲津丹尊                                             | 面垂見尊                                                 | 國常立尊                         | 天鑑尊                             | 天萬尊               | 沫名杵尊             | 伊弉諾尊         |                  |

## 祀る神社
- 各地の第六天神社
- 近津神社（茨城県久慈郡大子町）
- 近津神社（茨城県久慈郡大子町下野宮）
- 二荒山神社　境内社（栃木県宇都宮市馬場通り）
- 健男霜凝日子神社（大分県竹田市神原）
- 熊野速玉大社（和歌山県新宮市新宮）
- 熊野那智大社（和歌山県東牟婁郡那智勝浦町）
- 穏田神社（東京都渋谷区神宮前）
- 第六天神社（宮城県名取市増田）